# Fikret Amirov
Fikret Masjadi Dzjamil ogly Amirov (azeri: Fikrət Məşədi Cəmil oğlu Əmirov, russisk: Фикре́т Мешади́ Джами́ль оглы́ Ами́ров, tr. Fikrét Mesjadí Dsjamíl oglý Amírov; født 22. november 1922 i Gjandzja, Aserbajdsjanske SSR, Sovjetunionen, død 20. februar 1984 i Baku, Aserbajdsjanske SSR) var en aserbajdsjansk komponist. Amirov hører til en af de mest prominente komponister i Aserbajdsjan, ved siden af Kara Karajev.
Han har komponeret 1 symfoni "Nizami" for strygere, symfoniske digte,  balletter, klaverstykker, 1 opera og sange.
Han var især inspireret af aserbajdsjansk folklore. Han skabte en symfonisk genre som han kaldte symfonisk mugam, som var en serie af klassiske folkemelodier i symfonisk islæt. 

## Udvalgte værker
- Symfoni "Nizami" (1941, Rev. 1964) - for orkester
- Shur (1948) (Symfonisk digtning) - for orkester
- Azerbadjansk Capriccio (1961) (Symfonisk digtning) - for orkester
- Kurd Afshari (1948) (Symfonisk digtning) - for orkester
- Gulustan Bayati-Shiraz (1968) (Symfonisk digtning) - for orkester
- Dobbeltkoncert (1946) - for violin, klaver og orkester
- Sevil (1953) - opera

## Hæder og priser
- Stalinprisen (1949)
- USSR's statspris (1980)
- Folkets kunstner i Azerbaijan SSR (1958)
- Folkets kunstner i USSR (1965)
- Det Socialistiske Arbejdes Helt (1982)
- To Leninordener (1959, 1982)
- Arbejdets Røde fanes orden, to gange (1967, 1971)
- Azerbaijan SSRs statspris (1974)[1]
- Lenin Komsomol Prize i Azerbaijan SSR (1967).